# Wierzchy (gmina Kazimierz Biskupi)
Wierzchy – wieś w Polsce, w województwie wielkopolskim, w powiecie konińskim, w gminie Kazimierz Biskupi.
Do 2023 miejscowość była częścią wsi Cząstków.
W latach 1975–1998 Wierzchy administracyjnie należały do województwa konińskiego.